# Aponie
L'aponie (ἀπονία, aponia en grec ancien), dans la philosophie épicurienne, est l'absence de troubles du corps. Elle est associée à l'ataraxie chez le sujet qui atteint l'état de bonheur. L'ataraxie correspond à l'absence de troubles de l'âme.

## Définition
Geneviève Rodis-Lewis, spécialiste d'Épicure et de l'épicurisme, explique que l'aponie et l'ataraxie sont des plaisirs stables, « catastématiques », par opposition aux plaisirs en mouvement recherchés par les cyrénaïques. L'aponie désigne spécifiquement « l'absence de douleur dans le corps », tandis que l'ataraxie est « l'absence de trouble en l'âme ». C'est le doxographe antique Diogène Laërce, dans sa biographie d'Épicure, qui transmet le terme d'aponie, citant le traité perdu d'Épicure Des choix.